# Латеральные вены таламуса
Латеральные вены таламуса (лат. venae laterales thalami) — согласно определению Б. Шлезингера[уточнить], вены, дренирующие (отводящие кровь) от латеральных, примыкающих к внутренней капсуле областей таламуса.
Далее Шлезингер подразделил латеральную группу вен таламуса на две подгруппы — латеральную верхнюю (venae laterales superiores thalami) и латеральную нижнюю (venae laterales inferiores thalami) на основании того, где они берут начало и куда затем впадают. Согласно его определению, латеральные верхние вены таламуса впадают в верхнюю таламостриарную вену, а латеральные нижние вены таламуса впадают в базальную вену (вену Розенталя) или в один из её межножковых притоков. В противоположность им, центральные вены таламуса формируются (берут начало) в глубине таламического ядерного комплекса, и впадают либо в одну из малых вен Галена, либо в базальную вену (вену Розенталя).
К латеральной группе вен таламуса Шлезингер относил следующие вены:
- Латеральная верхняя подгруппа
  - Парные латеродорсальные вены таламуса (venae latero-dorsales thalami) собирают кровь от латеродорсальных ядер соответствующих половинок таламуса, и впадают в верхнюю таламостриарную вену[1].
- Латеральная нижняя подгруппа
  - Парные латерокаудальные (venae latero-caudales thalami) и латеровентральные вены таламуса (venae latero-ventrales thalami) собирают кровь, соответственно, от каудальной и вентральной частей латеральной группы ядер соответствующей половинки таламуса, и впадают в базальную вену[1].